# LCVP
Landing Craft, Vehicle, Personnel (LCVP) lub łódź Higginsa – typ barek desantowych szeroko stosowanych do desantów podczas II wojny światowej. LCVP została zaprojektowana przez Andrew Higginsa w Luizjanie, na podstawie łodzi wykonanych do pracy na bagnach i moczarach. Zbudowano ok. 20 000 jednostek – w Higgins Industries i przez licencjobiorców.
Typowa konstrukcja wykonana była ze sklejki. Płaskodenna łódź mogła przewozić 36-osobowy pluton do brzegu z prędkością 9 węzłów (17 km/h). Żołnierze wsiadali schodząc po sieci zawieszonej na transportowcu; wychodzili przez opuszczoną rampę.

## Historia
Pierwsze łodzie Higginsa były produkowane na potrzeby traperów, poszukiwaczy ropy, a nawet dla przemytników alkoholu w Luizjanie. United States Marine Corps poszukiwał lepszych sposobów desantowania; zawiedziony pracami Bureau of Construction and Repair, które nie spełniały wymogów, zaczął wyrażać zainteresowanie łodziami Higginsa. Podczas badań w 1938 r. przez US Navy i Marine Corps łódź Higginsa "Eureka" przekroczyła wydajność łodzi projektowanej przez marynarkę, następnie była testowana podczas ćwiczeń lądowania w lutym 1939. Zadowalająca pod wieloma względami łódź miała główną wadę: rozładunek sprzętu i ludzi musiał odbywać się po bokach, co narażało ich na ogień nieprzyjaciela w sytuacji bojowej. Mimo to została wprowadzona do produkcji i użytku jako Landing Craft, Personnel (Large) w skrócie LCP (L)). LCP(L) była uzbrojona w dwa karabiny maszynowe na dziobie. Początkowo nazywana "Łódź Higginsa" używana była przez Brytyjczyków do rajdów Commando.
Japończycy używali łodzi desantowych typu Daihatsu z rampą dziobową podczas wojny chińsko-japońskiej latem 1937 - łodzie te były w kręgu zainteresowań US Navy i Marine Corps, obserwowane były w Szanghaju. W 1941 Higgins zdecydował wykonać prototyp barki z rampą dziobową.

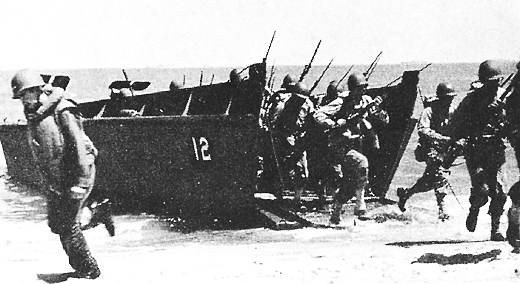
Desant żołnierzy z LCVP

W ciągu miesiąca testy łodzi "Eureka" z rampą dziobową na jeziorze Pontchartrain zakończyły się sukcesem. Model ten nazwano Landing Craft, Personnel (Ramped) lub LCP(R). Stanowiska karabinów maszynowych były umieszczone w przedniej części łodzi i zwężały przejście do rampy. Projekt wciąż nie był idealny (wąskie gardło przed rampą) jak w przypadku brytyjskiego LCA (Landing Craft Assault) z roku wcześniej.
Kolejnym krokiem było dopasowanie rampy do pełnej szerokości łodzi. Teraz żołnierze mogli szybko opuszczać barkę. Mogła też zmieścić mały pojazd taki jak Jeep. Nową wersję nazwano LCVP (Landing Craft, Vehicle, Personnel), lub po prostu "łódź Higginsa". Stanowiska karabinów maszynowych zostały przeniesione na rufę łodzi.

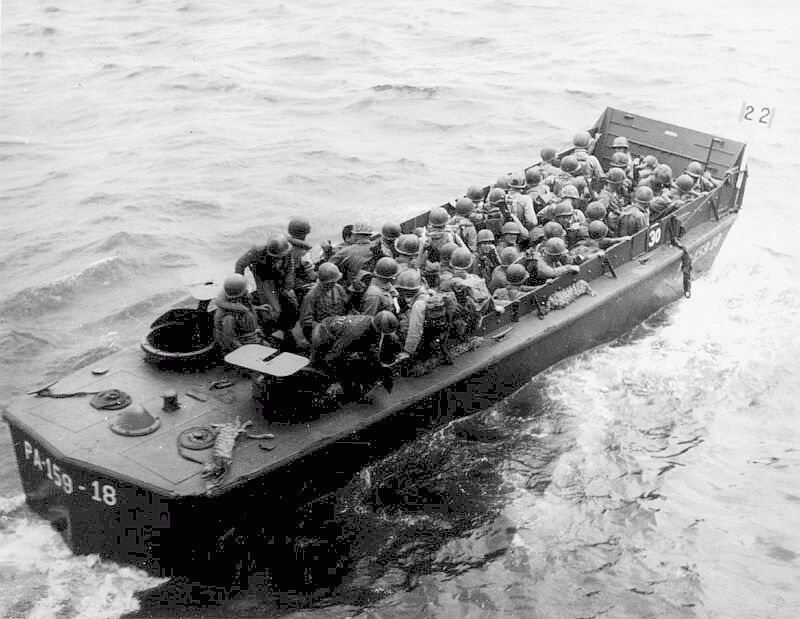
LCVP 18 z USS Darke (APA-159), z posiłkami na Okinawie, kwiecień 1945

Nieco ponad 11 m długości i 3,3 szerokości czyniły z LCVP niewielką jednostkę. Napędzana przez 225-konny silnik Diesla osiągała prędkość 12 węzłów, silne kołysanie doprowadzało personel do choroby morskiej. Burty i rufa wykonane były ze sklejki, która nie chroniła przed ogniem. LCVP mogła transportować 36 osobowy pluton lub jeepa z 12 osobami, lub 3,6 t ładunku. Małe zanurzenie (91 cm na rufie, 66 cm na dziobie) pozwalało dopłynąć do samego brzegu, a częściowy tunel pod kadłubem chronił śrubę przed piaskiem i zanieczyszczeniami. Stalowa rampa dziobowa mogła być szybko opuszczana. Można było szybko wyładować i odpłynąć z plaży po nowy ładunek.

## Znaczenie i zastosowanie
Naczelny Dowódca Aliantów, Dwight Eisenhower, przyznał, że łodzie Higginsa miały duże znaczenie dla zwycięstwa w Europie a wcześniej w Afryce i we Włoszech:

Andrew Higgins ... is the man who won the war for us. ... If Higgins had not designed and built those LCVPs, we never could have landed over an open beach. The whole strategy of the war would have been different.

LCVP były używane w wielu operacjach desantowych: Overlord podczas D-Day a wcześniej: Torch w Afryce północnej, Husky, Shingle i Avalanche we Włoszech, Dragoon i na Pacyfiku w walkach o: Guadalcanal, Wyspy Gilberta, na Filipinach, Iwo Jimie i Okinawie.